# Franz Ludwig von Erthal

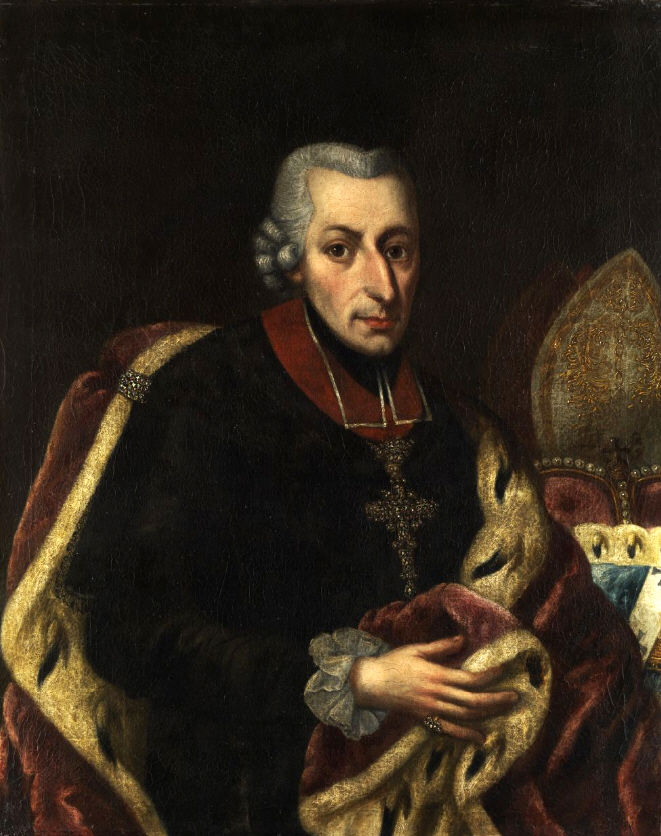
Franz Ludwig Karl Philipp Anton Freiherr von und zu Erthal-Elfershausen, Fürstbischof von Bamberg und Würzburg

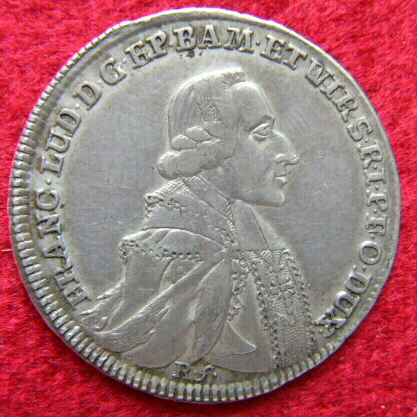
Münzvorderseite mit Porträt des Bamberger und Würzburger Fürstbischofs (20 Kreuzer 1785)

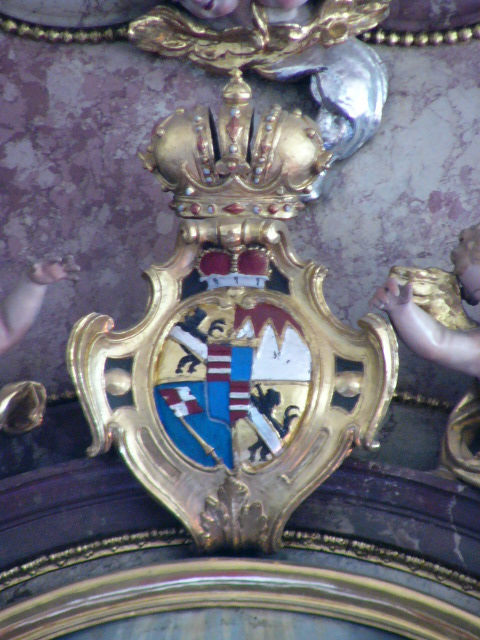
Wappen des Fürstbischofs am Altar der katholischen Kirche von Absberg

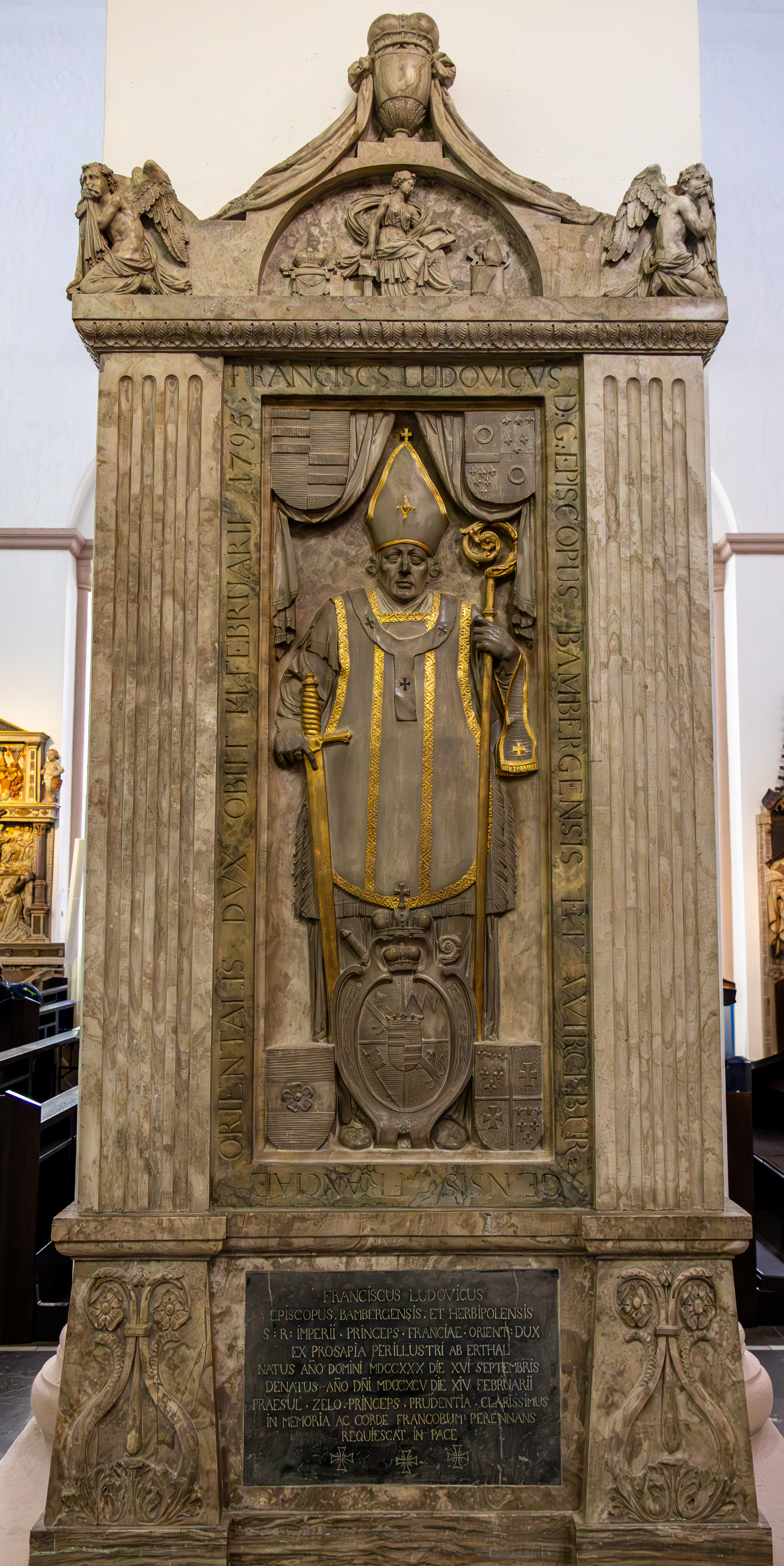
Epitaph des Fürstbischofs im Würzburger Dom

Franz Ludwig Freiherr von und zu Erthal (* 16. September 1730 in Lohr am Main; † 14. Februar 1795 in Würzburg) war ein deutscher Jurist, Theologe und Politiker. Ab 1779 war er Fürstbischof von Würzburg und Bamberg. Er entstammte dem Geschlecht derer von und zu Erthal. Sein älterer Bruder Friedrich Karl Joseph von Erthal war vorletzter Kurfürst-Erzbischof des Erzstifts Mainz. Der Vater der beiden „fürstbischöflichen“ Söhne war ab 17. März 1719 der Lohrer Amtmann Philipp Christoph von und zu Erthal, der ab Anfang 1740 im selbst erbauten Erthaler Hof in Mainz wohnte, und zwischen Ende 1740 und 1745 vom in diesen Jahren als Reichserzkanzler besonders geforderten Mainzer Erzbischof mit zahlreichen Sondermissionen an europäische Höfe betraut wurde. Der Vater hat durch seine Lebensleistung seinen Söhnen mit den Weg zu diesen hohen geistlichen Würden geebnet.

## Studium und Karriere
Franz Ludwig Freiherr von Erthal studierte Jura und Theologie in Mainz, Würzburg, Wien und Rom und trat danach in die Domkapitel von Würzburg und Bamberg ein. Er wurde 1763 von seinem Amtsvorgänger, dem damaligen Fürstbischof Adam Friedrich von Seinsheim, zum Präsidenten der weltlichen Regierung des Hochstifts Würzburg ernannt. Kaiser Joseph II. ernannte ihn 1768 zum Geheimen Reichsrat und zum Visitator des Reichskammergerichts in Wetzlar. 1776 wurde er kaiserlicher Kommissar auf dem Reichstag zu Regensburg.

## Erthal als Bischof
Von 1779 bis zu seinem Tode regierte er in Personalunion die Hochstifte Bamberg und Würzburg als Fürstbischof sehr umsichtig. Erthal regierte nach dem Grundsatz „Alles für die Untertanen, aber alles durch den Fürsten“. Er war von den Ideen der Aufklärung durchdrungen und förderte die Erziehung des Klerus. Wie sein Vorgänger reformierte er das Schulwesen und – zum Teil auf Grundlage von Gutachten bzw. Denkschriften von Karl Theodor von Dalberg und Franz Oberthür – die soziale Fürsorge.
Im Jahr 1786 ließ er im Zusammenhang mit tiefgreifenden Reformen den Südflügel und die Seitenflügel des Juliusspital, der Klinik der Universität Würzburg, niederlegen und deren um 1792 fertiggestellten Neubau zu einem zeitgemäßen Krankenhausgebäude und Ausgangspunkt der Entwicklung funktionsfähiger Universitätskliniken beginnen. Zwischen 1786 und 1799 schuf er zudem die Grundlagen für eine Krankenversicherung für Handwerker und Dienstboten. Zudem legte er den Grundstein zu einer verbesserten Behandlung psychisch Kranker im Juliusspital, auf dem sein Nachfolger und der Arzt Anton Müller (1755–1827) aufbauten.
Im Jahr 1791 gründete er in Würzburg eine im Nebengebäude der ehemaligen Husarenkaserne, dem späteren Gardistenbau am Husarenwall am Ende der Kapuzinerstraße, untergebrachte und bis zum 1. November 1820 bestehende Veterinärschule, wo später das Zootomische Institut eingerichtet wurde. Mit dem Ausbau von „Industrieschulen“ (lateinisch industria, Fleiß) folgte die Regierung von Ansbach und Bayreuth mit der Einführung der Fächer Nähen, Spinnen und Stricken in den Unterricht beider Geschlechter, einer am 26. Mai 1789 von Erthal erlassenen Verordnung, „bei der literarischen Erziehung der Kinder, diese nebenher nicht ihre Zeit vertrödeln zu lassen“. In Bamberg ließ er das erste moderne Krankenhaus errichten und führte eine erste öffentliche Sozialversicherung ein. Dem Heidingsfelder Isaak Bamberger erlaubte Franz Ludwig von Erthal 1786 als erstem Juden die Aufnahme eines Medizinstudiums an der Universität Würzburg (ein Jahr zuvor war der erste jüdische Schüler am Gymnasium angenommen worden). Die Universität in Bamberg bekam unter seiner Regierung einen Lehrstuhl für Veterinärmedizin. Politisch war er loyal zum Haus Habsburg und hielt zu Kaiser Joseph II.
Mit Erthal und seiner allen Prunk verschmähenden Art waren die Tage einer glanzvollen Hofhaltung in der unter seinem Vorgänger endlich fertiggestellten und prächtigst ausgestatteten Würzburger Residenz zu Ende. Anders als Adam Friedrich von Seinsheim war Erthal kein Freund von weltlichen Vergnügungen, bei Hofe gab es keine Jagden und Opernaufführungen mehr. Die Lotterie schaffte er ab, weil sie den Charakter verderbe, aus der Residenz ließ er Bilder entfernen und schloss das Hoftheater. Den Theaterfundus ließ er zugunsten eines Waisenhauses verkaufen.
Erthal wurde nach Krankheit und Tod im Würzburger Kiliansdom bestattet.

## Wappen
In der Vierung die Symbole für das Bistum Bamberg und das Bistum Würzburg, als Herzschild das Familienwappen derer von Erthal.

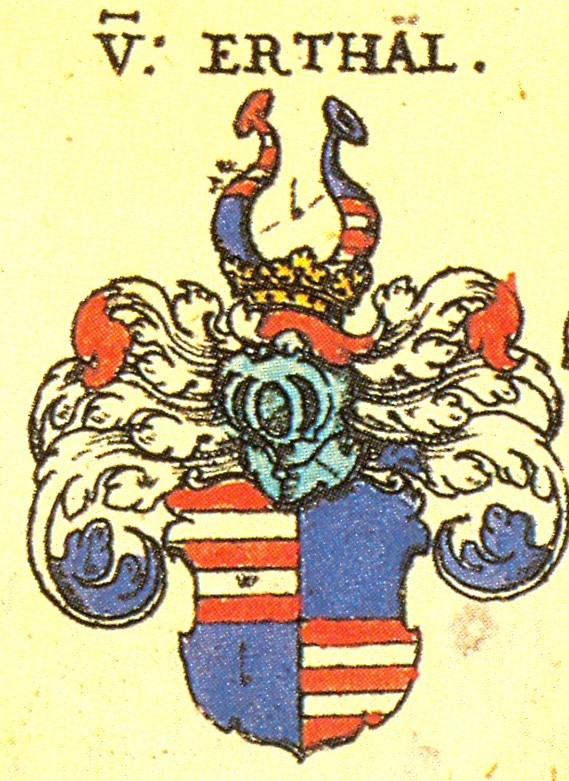
Das Familienwappen der Erthal aus Siebmachers Wappenbuch
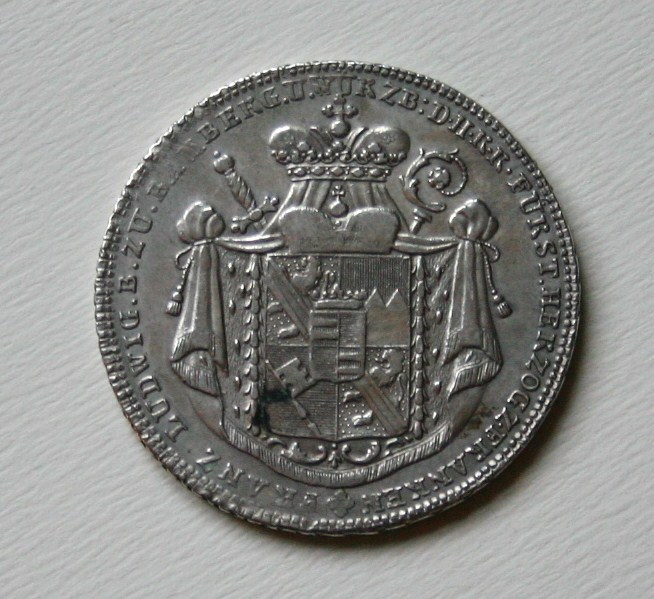
„Vaterlandstaler“ Franz Ludwig von Erthal Bamberg 1795

## Ehrungen
- Denkmal in Bamberg, zuerst auf dem Domplatz aufgestellt, 1938 abmontiert, 1959 aufgestellt vor der ehemaligen AOK am heutigen Synagogenplatz, etwa 1985 in der Pödeldorfer Straße vor die neue AOK umgesetzt.
- 1974 wurde in seinem Geburtsort Lohr am Main das dortige Gymnasium in Franz-Ludwig-von-Erthal-Gymnasium umbenannt.
- 1965 wurde das Neue Gymnasium in Bamberg in Franz-Ludwig-Gymnasium umbenannt.

## Werke
- Leo Bambergicus: Symbolicis Principum virorum Leonibus adumbratus, et […] Francisco S. R. I. Principi Bambergensi Et Herbipolensi Episcopo, Franciae Orientalis Duci, etc. a Collegio Societatis Iesu Coloniensi, In faustae gratulationis, debitique significationem obsequij, Dicatus, Consecratus. Kempens, Köln 1633. Digitalisierte Ausgabe der Universitäts- und Landesbibliothek Düsseldorf.